# Dendrobium aridum
Dendrobium aridum är en orkidéart som beskrevs av Johannes Jacobus Smith. Dendrobium aridum ingår i släktet Dendrobium, och familjen orkidéer. Inga underarter finns listade i Catalogue of Life.